# Бичи (остров)
Би́чи (англ. Beechey Island; инук. Piiti Ailant) — остров, расположенный в Канадском Арктическом архипелаге на территории Нунавут, Канада. Он отделён от Юго-Западного угла острова Девон проливом Барроу. Среди других особенностей острова можно отметить канал Веллингтон, гавань Эребус и залив Террор.

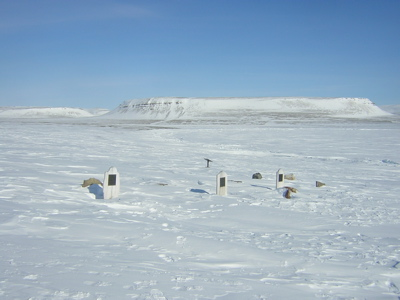
Остров Бичи в 2004 году. На переднем плане видны надгробия.

Первым из европейцев остров посетил в 1819 году капитан Уильям Эдвард Парри. Остров был назван в честь художника Уильяма Бичи (1753—1839) его сыном Фредериком Уильямом Бичи (1796—1856), служившим у Парри тогда лейтенантом.
Здесь произошло сразу несколько очень значимых событий в истории освоения Арктики. Именно здесь в 1845 году злополучная экспедиция по поискам Северо-Западного прохода, в составе двух HMSs Erebus и Terror, под командованием британского исследователя сэра Джона Франклина, выбрала защищённые гавани острова Бичи в качестве своего первого зимнего лагеря. Это место было открыто лишь в 1851 году, когда британские и американские поисковые корабли пришвартовались неподалеку.
Здесь были найдены захоронения трёх человек из экипажа Франклина: Джона Торрингтона, Уильяма Брена, и матроса Джона Хартнелла, но никаких письменных источников или указаний, откуда Франклин планировал отплыть на следующий сезон. В 1850 году Эдвард Белчер использовали остров в качестве базы.

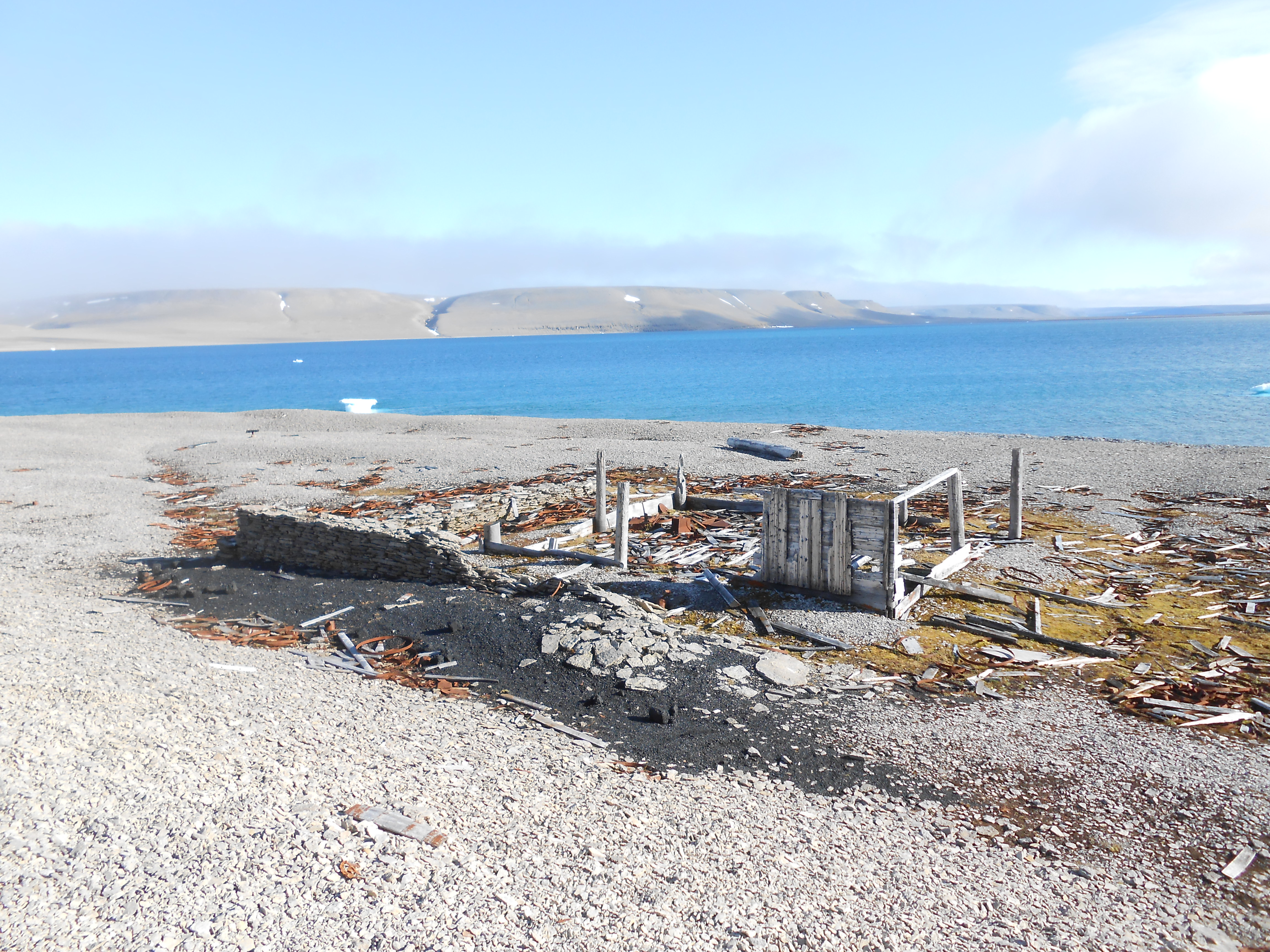
Остатки дома Нортамберленд на берегу острова Бичи, Нунавут, Канада

В 1903 году, отдавая дань уважения Франклину, норвежский исследователь Руаль Амундсен остановился на острове в начале своего успешного плавания в поисках Северо-Западного прохода.
В 1980-х годах канадский судебный антрополог Доктор Оуэн Битти исследовал три хорошо сохранившихся тела на острове Бичи. Вскрытие установило, что вероятными причинами смерти моряков можно считать заболевания лёгких и отравление свинцом.
Остров Бичи был объявлен «историческим местом» Правительством Северо-Западных территорий в 1975 году. С 1999 года остров является частью вновь созданной канадской территории Нунавут.
В художественной литературе исследователи романа Жюля Верна «Путешествие и приключения капитана Гаттераса» посещали остров Бичи. Кроме того, в романе Клайва Касслера «Арктический дрейф» фигурируют персонажи, желающие посетить этот остров в поисках кораблей Франклина. Также остров Бичи упоминается в романе Дэна Симмонса «Террор».

## Внешние ссылки
- Остров Бичи. Архивировано из оригинала 7 апреля 2014 года. на атласе Канады — Toporama; Natural Resources Canada
- The Columbia Gazetteer of North America. Архивировано из оригинала 1 апреля 2005 года.